# Komisja Skarbowa Rzeczypospolitej Obojga Narodów
Komisja Skarbowa Obojga Narodów – magistratura rządowa I Rzeczypospolitej powołana 28 października 1791 przez Sejm Czteroletni jako jedna z tzw. wielkich komisji podporządkowanych Straży Praw. 
Utworzona przez połączenie Komisji Skarbowej Koronnej i Komisji Skarbowej Wielkiego Księstwa Litewskiego. 
W jej skład wchodziło 14 płatnych komisarzy, wybieranych na sejmie co dwa lata oraz 6 pleniponentów miast. Prace przygotowawcze komisji prowadziło Biuro Przyboczne, utrzymywanie porządku powierzono Milicji Skarbowej, strażnikom celnym i tabacznym. Zlikwidowana 31 sierpnia 1792 przez konfederację targowicką, która przywróciła dawny podział komisji.